# Список воевод России в 1601 году
Царствование: 1598—1605 — Борис Фёдорович Годунов
| Воеводы городов | Воеводы городов  | Воеводы городов                         | Воеводы городов   |
| Года            | Город            | Ф,И,О воеводы                           | Примечания        |
| --------------- | ---------------- | --------------------------------------- | ----------------- |
| 1600-1601       | Берёзов          | Козловский Фёдор Андреевич              |                   |
| Февраль-ноябрь  | Берёзов          | Борятинский Иван Михайлович             |                   |
| 1601            | Белоозеро        | Сычёво Безсон                           |                   |
| 1601-1603       | Верхотурье       | Львов Матвей Данилович                  |                   |
| 1601            | Двинская область | Всеволожский Родион                     |                   |
| 1600-1602       | Ивангород        | Почюй-Ростовский Василий Иванович       |                   |
| 1600-1602       | Кетский острог   | Елизаров Григорий Фёдорович             |                   |
| 1601            | Козмодемьянск    | Вяземский Семён                         |                   |
| 1600-1601       | Копорье          | Звенигородский Семён Григорьевич        |                   |
| 1601            | Копорье          | Сабуров Богдан Степанович               |                   |
| 1600-1601       | Туруханск        | Шаховской Мирон Михайлович              | Письменный голова |
| 1601-1614       | Нарымский острог | Хлопов Мирон Тимофеевич                 |                   |
| 1601            | Пелымский острог | Чертёнок-Долгоруков Василий             |                   |
| 1601            | Пелымский острог | Маматов Смирной Юрьевич                 | Стрелецкий голова |
| 1601-1601       | Сургут           | Борятинский Яков                        |                   |
| До февраля      | Тара             | Кольцов-Мосальский Иван Владимирович    |                   |
| С февраля       | Тара             | Бахтеяров Андрей                        |                   |
| 1601-1602       | Тобольск         | Шереметев Фёдор Иванович                |                   |
| 1600-1605       | Туринск          | Лихарев Иван                            | Голова            |
| 1601            | Тюмень           | Приимков-Ростовский Александр Данилович |                   |
| 1601-1602       | Уфа              | Нагой Михаил Александрович              |                   |
| 1601            | Царёвококшайск   | Путилов Богдан                          | Приказный человек |
| 1601            | Чебоксары        | Зиновьев Ждан                           | Приказный человек |
| 1601            | Шацк             | Сицкий Алексей Юрьевич                  |                   |
| 1601            | Яранск           | Исленьев Андрей                         |                   |

| Воеводы по полкам  | Воеводы по полкам | Воеводы по полкам |
| Наименование полка | Ф,И,О воеводы     | Примечания        |
| ------------------ | ----------------- | ----------------- |
| Государев полк     |                   |                   |
| Большой полк       |                   |                   |
| Передовой полк     |                   |                   |
| Сторожевой полк    |                   |                   |
| Полк правой руки   |                   |                   |
| Полк левой руки    |                   |                   |